# F. O. Matthiessen

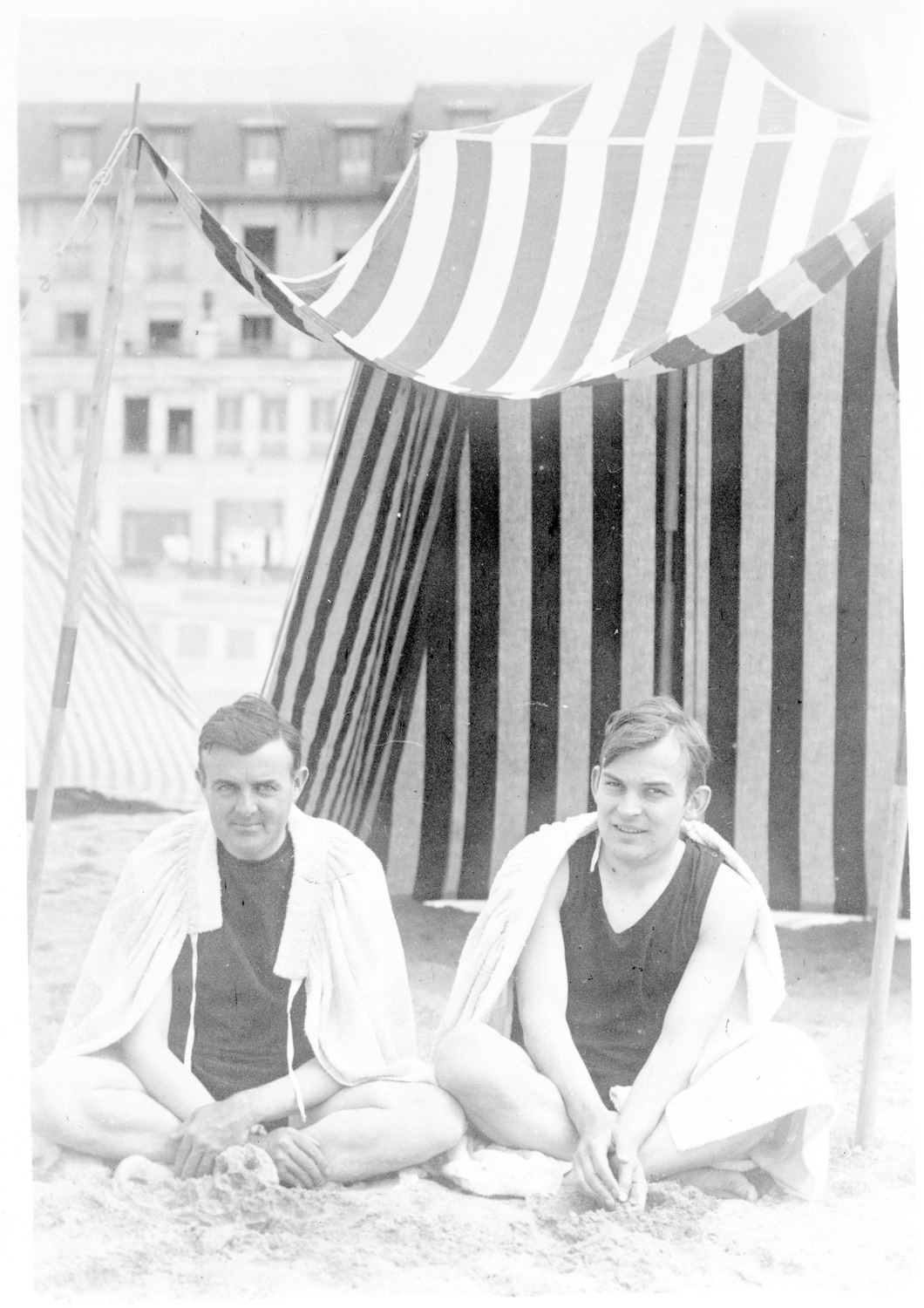
F.O. „Matty“ Matthiessen und Russell Cheney, 1925

Francis Otto Matthiessen (geboren am 19. Februar 1902 in Pasadena, Kalifornien; gestorben am 1. April 1950 in Boston, Massachusetts) war ein amerikanischer Literaturwissenschaftler. Er definierte 1941 den Begriff der American Renaissance im gleichnamigen Werk.

## Leben und Werk
Nach der Scheidung seiner Eltern wuchs er auf der Farm seiner Großeltern in Illinois auf. Kurz vor dem Ende des Zweiten Weltkriegs trat er in die Dienste der kanadischen Luftwaffe, kam aber nicht zum Einsatz in Europa. Er studierte und lehrte zunächst an der Yale University. 1929 wurde er auf den Lehrstuhl für amerikanische Literatur der Harvard University berufen. Obwohl er tief religiös war, stand er politisch dem Sozialismus nahe. Eine Erbschaft ließ er in den 1940er Jahren dem marxistischen Ökonomen Paul Sweezy zukommen, der mit diesem Geld zusammen mit Leo Huberman das marxistische Monatsblatt Monthly Review gründete.
1941 veröffentlichte er sein bekanntestes Werk American Renaissance, das die Werke Ralph Waldo Emersons, Henry David Thoreaus, Nathaniel Hawthornes, Herman Melvilles und Walt Whitmans zum Gegenstand hatte. Es ist bis heute neben Vernon Louis Parringtons Main Currents in American Thought das wohl einflussreichste Werk der amerikanischen Literaturwissenschaft. Die Epoche der amerikanischen Romantik wird heute nach Matthiessens Werk häufig als American Renaissance bezeichnet. Von der neueren Forschung wird diese Einteilung als zu exklusiv abgelehnt. Matthiessen schrieb zudem Standardwerke zum Werk von Sarah Orne Jewett, Henry James und Theodore Dreiser.
Matthiessen war homosexuell und war lange Jahre mit dem Maler Russell Cheney (1881–1945) liiert. 1950 nahm er sich – wohl aus Verzweiflung über den Tod seines Partners und die Homophobie der Zeit – das Leben, indem er sich aus dem zwölften Stock des Hotel Manger stürzte, kurz bevor er vor dem Komitee für unamerikanische Umtriebe über seine politische Vergangenheit aussagen sollte.
1948 wurde er in die American Academy of Arts and Letters gewählt.

## Werke
- Sarah Orne Jewett. Houghton Mifflin, Boston 1929.
- Translation: An Elizabethan Art. Harvard University Press, Cambridge MA 1931.
- The Achievement of T. S. Eliot: An Essay on the Nature of Poetry. Oxford University Press, Oxford und New York 1935.
- American Renaissance: Art and Expression in the Age of Emerson and Whitman. Oxford University Press, Oxford und New York 1941. Zahlreiche Neuausgaben, zuletzt Barnes & Noble, New York 2009, ISBN 9781435108509.
  - deutsche Ausgabe: Amerikanische Renaissance: Kunst und Ausdruck im Zeitalter Emersons und Whitmans. Deutsch von Friedrich Thein. Metopen-Verlag, Wiesbaden 1948.
- Henry James: The Major Phase. Oxford University Press, Oxford und New York 1944.
- Theodore Dreiser. Sloane, New York 1951.
- The Responsibilities of the Critic: Essays and Reviews. Hrsg. von John Rackliff. Oxford University Press, Oxford und New York 1952.

## Sekundärliteratur
- David Bergmann: Gaiety Transfigured: Gay Self-Representation in American Literature. University of Wisconsin Press, Madison 1993, ISBN 0-299-13054-1.
- William E. Cain: F. O. Matthiessen and the Politics of Criticism. University of Wisconsin Press, Madison 1988, ISBN 0299119106.
- Randall Fuller: Aesthetics, Politics, Homosexuality: F. O. Matthiessen and the Tragedy of the American Scholar. In: American Literature 79:2, 2007, S. 363–91.
- Giles B. Gunn: F. O. Matthiessen: The Critical Achievement. University of Washington Press, Seattle 1975, ISBN 0295954302.
- Frederick C. Stern: F. O. Matthiessen: Christian Socialist as Critic. University of North Carolina Press, Chapel Hill NH 1981, ISBN 0807814784.
- Paul M. Sweezy und Leo Huberman (Hrsg.): F. O. Matthiessen, 1902-1950: A Collective Portrait (1950). Schuman, New York 1950.